# Приокское книжное издательство
«Прио́кское кни́жное изда́тельство» — советское государственное и российское частное издательство. Основано в 1963 году в Туле.

## История
Основано в 1963 году на базе «Тульского книжного издательства». Имело отделение в Орле, основанное на базе «Орловского книжного издательства», отделение в Калуге, основанное на базе «Калужского книжного издательства», и отделение в Брянске, основанное на базе издательства «Брянский рабочий».
Специализировалось на массово-политической, производственно-технической, сельскохозяйственной, художественной, детской, учебно-методической и краеведческой литературе. Выпускало книжные серии «Земля родная», «О чудо-мастерах и добрых делах», «Отчий край», «Подвиг», «Приключения. Фантастика. Детектив», «Сельская библиотека Нечерноземья», «Тебе, искатель!» и «Школьная библиотека».
Было преобразовано в открытое акционерное общество «Приокское книжное издательство».
| Статистика по объёмам производства. 1979—1990 годы | Статистика по объёмам производства. 1979—1990 годы | Статистика по объёмам производства. 1979—1990 годы | Статистика по объёмам производства. 1979—1990 годы | Статистика по объёмам производства. 1979—1990 годы | Статистика по объёмам производства. 1979—1990 годы | Статистика по объёмам производства. 1979—1990 годы | Статистика по объёмам производства. 1979—1990 годы |
| —                                                  | 1979                                               | 1980                                               | 1982                                               | 1983                                               | 1984                                               | 1985                                               | 1990                                               |
| -------------------------------------------------- | -------------------------------------------------- | -------------------------------------------------- | -------------------------------------------------- | -------------------------------------------------- | -------------------------------------------------- | -------------------------------------------------- | -------------------------------------------------- |
| Книг и брошюр, печатных единиц                     | 78                                                 | 70                                                 | 90                                                 | 100                                                | 99                                                 | 88                                                 | 93                                                 |
| Тираж, млн экз.                                    | 2,2                                                | 2,3811                                             | 2,2339                                             | 2,8673                                             | 2,9137                                             | 2,749                                              | 2,497                                              |
| Печатных листов-оттисков, млн                      | н. д.                                              | 17,2038                                            | 21,4545                                            | 25,1787                                            | 26,2198                                            | 30,5757                                            | 35,7648                                            |